# 狡蛇龙属
狡蛇龙（学名：Jucha）是蛇颈龙目已灭绝的一个属，发现于俄罗斯豪特里维阶（早白垩世）的基里莫夫卡组。模式种黄铁矿狡蛇龙（J. squalea）是迄今已知最原始且最古老的可确认薄板龙科（若不将晚三叠世亚历士龙视为一种薄板龙科）。

## 发现与命名
正模标本陈列于安多罗夫古生物博物馆（Undorov Paleontological Museum），于2007年在俄罗斯欧洲部分乌里扬诺夫斯克州斯兰采维鲁德尼克村（Slantsevy Rudnik）附近基里莫夫卡组（Klimovka Formation）发现。正模标本保存在主要由黄铁矿组成的矿物壳层中，种加词squalea因此得名（属名命名自土耳其神话中的女子Jucha，其生有蛇皮，能够变成龙，且活了上千年，打理头发时可将脑袋摘下——而正模标本亦缺少颅骨，因此这也是属名的词源）。模式种黄铁矿狡蛇龙（Jucha squalea）由费舍等人于2020年描述。
正模标本包括17节颈椎、9节背椎及一根孤立的神经棘、4节尾椎及前后肢。

## 描述
狡蛇龙完全生长后可长达5（16英尺）左右。